# 사이 영
덴튼 트루 "사이" 영(영어: Denton True "Cy" Young, 1867년 3월 29일 ~ 1955년 11월 4일)은 1890년부터 1911년까지 다섯 개의 미국 메이저 리그 베이스볼 팀에서 활약했던 선수이다. 그는 메이저 리그 통산 22년의 프로 생활 기간 동안 수많은 기록을 수립했으며, 그중 몇몇은 한 세기가 지난 지금까지도 깨지지 않고 있다. 사이 영은 511승을 올렸는데 이는 메이저 리그 역사상 가장 많은 승수이며 2위 월터 존슨과는 94승 차이가 난다.
메이저 리그에 끼친 사이 영의 영향력을 기리는 의미에서, 메이저 리그는 미국 프로야구 양대 리그에서 가장 효과적인 투구를 선보인 투수 1명씩을 뽑아 사이 영 상을 수여하고 있다. 1939년 사이 영은 명예의 전당에 헌액되었다. 그는 프로로 뛰는 동안 다섯 시즌 동안 30승 이상을 올렸고, 열 시즌에 걸쳐 20승 이상을 올렸다. '근대 야구'에서 처음으로 나온 퍼펙트 게임을 포함하여 세 번의 노히트 노런을 기록했고 완봉승은 76회를 기록했다.*완봉승 1위는 월터 존슨의 110회
승수 외에도 사이 영은 최다 이닝 투구(7,355이닝), 최다 선발출장(815경기), 최다 완투(749경기) 기록 보유자이다. 그러나 그는 메이저 리그 역사상 가장 많은 패배(316패)를 기록, 퍼드 갤빈과 함께 300패 이상을 기록한 역대 유이한 기록 보유자이기도 하다.
사이 영의 사후(死後) 44년이 흐른 1999년 스포팅 뉴스 논설위원들은 사이 영을 '위대한 야구 선수 100인' 중 14위로 꼽았다. 같은 해 야구 팬들은 사이 영을 메이저 리그 20세기 최고 선수팀 일원으로 지명했다.

## 어린 시절
영은 오하이오주 동부에 있는 마을 길모어에서 태어났다. 시골 농가에서 자랄 때 그는 덴트 영으로 불렸다. 때때로 '농부 영', '농사꾼 소년 영'으로 불리기도 했다. 영은 6학년까지만 학교를 다니고 학업을 중단했다.

## 프로 전적
사이 영은 1889년 마이너리그 프로 팀인, 오하이오 캔턴 팀(트리 스테이트 리그 소속)에서 프로 생활을 시작했다. 영은 입단 테스트에서 스카우터들에게 강한 인상을 남겼는데, 영은 그 때를 회상하면서 이렇게 말했다. "나는 나의 속구로 관람석 보드를 거의 깨버릴뻔 했어." 당시 사이 영의 공을 받았던 포수는 그의 공이 매우 빠르다는 뜻에서 '사이클론'이라는 별명을 붙여 주었다. 기자들은 그 이름을 '사이'로 줄여서 불렀다. 이후 '사이'는 영의 남은 일생 동안 그를 따라다니는 애칭이 된다. 영은 캔턴 팀에서 일 년간 활약하면서 15승 15패를 기록했다.
당시 내셔널 리그의 프랜차이즈 팀들은 실력 있는 선수를 원했고, 영은 클리블랜드 스파이더스와 연봉 500달러에 계약했다. 스파이더스는 아메리칸 리그 소속이었지만 영과의 계약 1년 전 내셔널 리그로 옮겨온 팀이었다.
1890년 8월 6일 메이저 리그 첫 등판에서 영은 3안타를 허용했다. 영이 스파이더 팀에 있는 동안 치프 짐머가 다른 포수들보다 더 자주 그의 공을 받았다. 저명한 야구 통계학자 빌 제임스는 역사상 모든 배터리 중 짐머가 영과 가장 오랫동안 호흡을 맞추었음을 알아냈다.
일찍이 영은 역사상 가장 빠른 공을 던지는 투수 중 한 명이었다. 구속 측정기가 없던 시절 그의 공이 얼마나 빨랐는지를 정확히 알 수는 없다. 그러나 빌 제임스는 포수 짐머가 영의 빠른 공으로 인한 통증을 줄이기 위해 종종 글러브 속에 비프스테이크 조각을 집어 넣었다고 기록했다. 영은 그 해 역투를 거듭했고 1890년 마지막 날 경기 더블헤더에서는 두 경기에서 모두 승리투수가 된다. 신인 첫 해 영은 팀 내 최고의 투수였다.
영이 프로에 데뷔한 지 몇 주 안 되어, 당시 시카고 컵스의 유명한 감독이자 선수였던 캡 앤슨은 그의 능력을 점찍었다. 앤슨은 스파이더스 감독 거스 쉬멜즈에게 이렇게 말했다. "그는 경험이 너무 부족해서 당신 팀에는 어울리지 않습니다. 그러나 내가 그를 제대로 가르치면 몇 년 내로 그를 제대로 된 투수로 키울 수 있을 겁니다. 그의 실력에 비해 비싼 값이기는 하지만, 영을 1,000달러에 우리 팀에 주십시오." 여기에 쉬멜즈는 이렇게 대답했다. "캡 감독, 돈은 필요 없습니다. 영은 우리가 데리고 있을 겁니다."
영의 프로무대 데뷔 2년 후 내셔널 리그는 투수판에서 타석까지 거리를 종전(1881년부터 썼던 기준) 15미터에서 18.44미터로 늘렸다. 스포츠 저널리스트 랍 네이어는 사이 영, 에이머스 루시, 주엣 미킨 등의 공이 타자들에게 너무 빠르게 느껴졌기 때문에 이런 조치가 취해졌다고 했다.
사이 영은 1892년 시즌을 성공적으로 보냈는데, 리그 최다 36승에 평균자책점 1.93, 9완봉승을 기록했다. 오늘날 마이너 리그 베이스볼처럼, 그 당시 내셔널리그는 1892년부터 스플릿 시즌 방식으로 운영되고 있었다. 그 해 전반기 우승은 보스턴 비니터스가 따 냈고, 스파이더스는 후반기 리그 우승을 차지했다. 후반기 스파이더스의 약진에도 불구하고, 스파이더스는 비니터스에게 시리즈 전적 5대 0으로 완패했다. 영은 시리즈에서 세 번 완투하였으나 2패만을 기록한다. 완봉 경기도 한 번 있었지만 그 경기는 0대 0으로 종료되었다.
1895년 스파이더스는 월드 시리즈 전에 치르는 템플 컵에서 볼티모어 오리올스와 맞붙게 되었다. 여기서 영은 3승을 기록하면서 팀을 4승 1패로 월드 시리즈로 이끄는 데 기여했다. 이 시점에서 영은 팔에 무리를 주지 않기 위해, 자신의 구종에 느린 공을 섞어 던지기 시작하게 되었다. 오늘날 이 공은 체인지업으로 불리고 있다.
1896년 7월 영은 필라델피아 필리스 선수 에드 델러헌티에게 9회 투아웃 상황에서 안타를 허용하여 노히트 경기를 놓쳤다. 1897년 9월 18일 신시내티 레즈를 상대로 자신의 프로통산 첫 노히트 경기를 달성했다. 영은 볼넷을 한 개도 내주지 않았지만 스파이더스 동료들은 수비에서 네 개의 실수를 범하여 영의 퍼펙트 게임을 무산시켰고 영은 노히트에 만족해야 했다. 실수 네 개 중 원래 하나는 안타로 기록되었으나, 당시 클리블랜드 3루수는 8회 종료 후 기자석에 안타가 아니라 자신이 실수를 범한 것이라고 이야기를 했고, 기록은 정정되었다. 영은 동료의 행동에도 불구하고 자신은 그 게임을 1안타 경기로 생각한다고 말했다.
1899년 시즌 전 스파이더스 팀의 구단주 프랭크 로빈슨은 세인트루이스 브라운스 팀을 사들여서 두 개의 팀을 동시에 거느리게 되었다. 브라운즈는 팀 이름을 퍼펙토스로 바꾸었고, 클리블랜드 선수들로 퍼펙토스 엔트리를 채워 넣었다. 시즌 시작 몇 주 전 스파이더스의 실력 있는 선수들은 세인트 루이스로 옮겨 갔으며, 여기에는 미래 명예의 전당에 헌액된 선수 세 명(사이 영, 제시 버켓, 바비 월러스)도 포함되어 있었다. 그러나 퍼펙토스는 그 해 134패를 기록하게 되었다.
영은 세인트루이스에서 2년을 뛰었고 자신이 가장 선호하는 포수 루 크리거를 찾았다. 두 사람은 이후 10년간 호흡을 함께 맞추게 되었다.
1901년 아메리칸 리그가 내셔널 리그와 리그전을 시작했다. 그 해 영은 세인트루이스를 떠나 아메리칸리그 보스턴 아메리칸스와 연봉 3,500달러에 계약했다. 영은 이후 1909년까지 보스턴에서 뛰게 되었다.
아메리칸 리그로 이적한 첫 해 영은 압도적인 모습을 보였다. 함께 같은 팀으로 온 포수 크리거와 함께 호흡을 맞추며 영은 리그 다승왕, 삼진왕 및 평균자책점왕을 차지하며 투수부문 아메리칸리그 삼관왕을 차지했다. 그 해 그는 아메리칸 리그 사상 처음으로 완전 경기를 달성했다. 영은 1901년 33승(31선발승)으로 팀의 승수 중 42퍼센트를 책임졌는데 이는 70년 후 스티브 칼튼이 필리스의 59승 중 27승 10패 기록을 내며 경신하기 전까지 깨지지 않는 기여도였고 영은 다음 해 선발로만 32승을 거두어 아메리칸 리그 투수 중 유일하게 30선발승 이상을 두 번 기록했다.
1902년 2월 시즌 시작 전 영은 하버드 대학에서 투수 코치로 봉사했다. 학력은 6학년 졸업에 불과한 영이 하버드생들을 가르치는 상황은 보스턴 신문기사로 대서특필되었다.
1903년 보스턴 아메리칸스는 근대 야구사 최초의 월드 시리즈에서 피츠버그 파이리츠와 맞붙게 되었다. 1차전 선발로 나온 영은 월드시리즈 역사에서 최초로 공을 던진 선수가 되었다. 그러나 파이어리츠는 1회 4점을 얻고 영은 패전 투수가 되었다. 영은 뒤이은 등판에서 두 번 선발승을 거두면서 좋은 모습을 보였다. 영은 월드시리즈에서 네 번 등판하여 2승 1패 1.85 평균자책점을 기록하면서, 보스턴이 파이어리츠를 5승 3패로 물리치는 데 기여했다.
1904년 5월 2일 보스턴의 1안타 완봉패 경기 후 필라델피아 유명투수 루브 워델은 영과 맞대결을 하면 자신은 보스턴을 다시 한번 1안타로 막을 수 있다고 도발했다. 사흘 후 영은 워델과의 맞대결에서 퍼펙트 게임을 달성했다. 이는 아메리칸리그 사상 최초의 퍼펙트 게임이었다. 워델은 스물 일곱 번째로 마지막 상대 타자였는데, 그가 친 공이 뜬공으로 잡히면서 영은 와델에게 이렇게 소리쳤다. "맛이 어때, 시골뜨기야?"
와델과의 전투는 영의 투쟁심에 불을 붙이는 결과를 가져왔다. 와델 간의 퍼펙트 게임은 그중 백미였다. 영은 최다이닝 연속무실점 기록 및 최다이닝 연속 무피안타 기록을 세웠다. 그는 24.3이닝동안 73명의 타자를 맞아 한 개의 안타도 허용하지 않았고, 이후 안타를 허용한 다음에도 20.1이닝동안 더 무실점 행진을 이어갔다.
사이 영 이전 퍼펙트 게임을 달성한 선수는 단 두 명뿐이었다. 1880년 시즌 중 리 리치먼드와 존 워드가 5일 간격으로 각각 퍼펙트 게임을 달성했다. 그러나 당시 리치먼드와 워드가 있던 환경은 영과는 매우 달랐다. 그때 투수판은 타석에서 더 가까웠고, 볼 8개를 던져야만 볼넷으로 인정되었으며, 투수들은 사이드암으로만 던졌다.
1년 후 1905년 7월 4일 루브 와델은 20이닝 맞대결에서 영을 맞아 승리를 거둠으로써 복수에 성공했다. 영은 13이닝 연속 무실점 투구를 보였으나 마지막 회에서 비자책 2점을 내주었다. 영은 이 경기에서 볼넷을 한 개도 주지 않았다. 그는 이렇게 회고했다. "내게 있어서 그 경기는 내가 등판했던 경기 중 가장 멋진 게임이었다." 이후 1907년 영과 와델은 다시 13이닝 무실점 맞대결을 기록했다.
1908년 6월 30일 영은 통산 세 번째 노히트 노런을 기록했다. 당시 영의 나이는 41세 3개월로, 이는 82년 후 43세 놀런 라이언이 기록을 깨기까지 역대 최고령 등판 노히트 노런의 기록이었다. 영은 이 경기에서 선두타자를 볼넷으로 내보낸 것을 제외하면 완벽한 투구를 펼쳤다. 볼넷으로 나간 타자는 도루에 실패했고 이후 한 명의 주자도 1루를 밟지 못했다. 이 당시 영은 리그에서 두 번째로 나이 많은 선수였으나, 여전히 최고의 투수였다. 노히트 게임을 하기 한 달 전에도 그는 28명 타자를 상대로 1안타만 허용하는 경기를 펼친 적이 있었다.
1908년 8월 13일 리그는 '사이 영의 날' 행사를 열었다. 이 날 아메리칸 리그 경기는 치러지지 않았고, 올스타 선수들은 보스턴에 모여 레드 삭스 팀과 사이 영을 상대로 경기를 벌였다.
영은 1909년 그의 프로 인생 절반을 뛰었던 클리블랜드(아메리칸 리그, 클리블랜드 냅스)로 다시 트레이드되었다. 1911년 마지막 해 영은 시즌 절반을 각각 냅스와 보스턴 러슬러스에서 뛰었다.
1911년 9월 22일 영은 피츠버그 파이러츠 선발 베이브 애덤스와의 맞대결에서 1대 0 완봉승을 따냈는데 이는 그의 마지막 승리였다. 2주 후 영의 906번째 프로생활 마지막 경기는 본인에게 그리 만족스럽지 않게 마무리되었다. 그가 마지막으로 상대한 여덟 명의 타자들은 3루타 한 개, 단타 네 개, 2루타 세 개를 영에게서 뽑아냈다.

## 사이 영이 남긴 것들

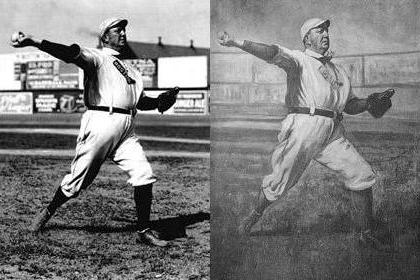
1908년 영의 투구 모습을 찍은 사진과 그것을 본따서 그린 그림.

영은 1911년 시즌을 마치고 통산 511승을 뒤로하고 은퇴했다. 그의 승수는 역대 투수들 중 최고이다. 당시 2위는 퍼드 갤빈으로 364승을 기록 중이었다. 417승으로 사이 영에 이어 통산 승수 2위를 훗날 기록하게 될 월터 존슨은 당시 네 번째 시즌을 치르고 있었다. 존슨은 이후 통산 탈삼진에서 사이 영을 제쳤다. 사이 영의 기록 중 이 511승은 분업 체계가 고착화된 현대 야구에 있어서 깨질 수 없는 불멸의 기록으로 평가받고 있다.
사이 영은 미국 프로야구 초창기 시절부터 근대에 이르기까지 이십 년 남짓 활약했다. 그는 1876년 내셔널 리그가 생겨났을 때 멤버였던 캡 앤슨을 상대로 공을 던졌고, 1930년까지 선수 생활을 한 에디 콜린스와도 투타 대결을 펼쳤다. 영이 프로 선수 생활을 시작했을 때 투수들은 언더핸드 폼으로 공을 던졌고, 파울은 스트라이크 숫자로 치지 않았다. 영이 데뷔한 지 4년 만에 투수판은 이전보다 3미터 뒤로 물러났다. 영은 프로 6년차까지 글러브를 사용하지 않았다.
영은 리그에서 다섯 번 다승왕을 차지했고(1892년, 1895년, 1901년부터 1903년까지 3년 연속) 2위는 두 번 기록했다. 본인 최다승 기록은 1892년의 36승이었다. 15년간 20승 이상을 기록했는데 이는 공동 2위 크리스티 매튜슨과 워렌 스판보다 2년이 많다. 평균자책점에 있어서 리그 1위 2회(1892년 1.93, 1901년 1.62)에 세 시즌에 걸쳐 2위를 차지했다. 영은 여섯 번 2.00 미만 평균자책점을 찍었으나 데드볼 시대임을 감안하면 놀라운 것은 아니었다. 데뷔 후 4년 연속 400이닝 이상씩을 투구했지만 1902년까지 리그 최다이닝을 투구한 적은 없었다. 영은 아홉 해에 걸쳐 매해 40경기 이상 완투했다. 리그 탈삼진왕은 두 번 차지했고(1896년 140개, 1901년 158개) 리그 최다 완봉승은 아홉 번 차지했다.
구속이 줄어들면서 영은 뛰어난 제구력으로 타자들을 제압했다. 영은 이렇게 회고했다. "혹자는 어떤 것보다 변화구를 잘 구사하는 것이 중요하다고 한다. 그러나 나는 반대로 생각한다. 공을 원하는 곳에 던질 수 있는 젊은 투수는, 제구력과 변화구 구사력을 둘 다 잡으려 하는 투수보다 훨씬 빨리 좋은 변화구 투수가 될 수 있다. 변화구는 제구력에 붙는 장식품에 불과하다."
1893년부터 1906년까지 14년 연속 사이 영은 리그에서 9이닝당 가장 적은 볼넷만 허용한 선수였고, 두 번의 시즌은 두 번째로 적은 볼넷 비율을 기록했다. 22년간 프로에서 활약하면서 영은 이 분야에서 6위 이하로 떨어진 적이 두 번밖에 없었다. 영이 죽고 난 한참 뒤까지도 휩(WHIP) 개념은 없었으나, 소급하여 적용할 경우 영은 일곱 시즌에 걸쳐 리그에서 가장 낮은 휩을 기록했고 또다른 일곱 시즌 동안 2위 혹은 3위를 차지했다.
뛰어난 제구력 외에도 그는 부상을 모르는 철완이었다. 영은 1891년부터 1909년까지 19년 연속 리그내 최다이닝 투구 10걸 안에 꾸준히 들었고, 14년에 걸쳐 다섯 손가락 내에 들 정도로 많은 이닝을 소화했다. 프로인생 초기 10년 동안, 영은 하루 동안 연속 두 경기에 등판한 적도 많았다.
습관적으로, 영은 춘계 훈련 시기를 제외하고는 연습투구를 하지 않았다. 영은 이렇게 말했다. "공을 너무 많이 던져서 팔이 지친 것을 알았기 때문에 굳이 혹사시킬 필요가 없었습니다." 영은 경기를 하기 전의 자세를 이렇게 설명한 적이 있다. "나는 대부분 투수들처럼 10분, 15분 전 연습투구를 한 적이 없다. 3~4분 동안 몸을 풀고, 5분이 되면 투수판으로 뛰어나갔다. 그리고 불펜 투구를 한 적도 전혀 없다. 나는 많은 구원등판에서 내 임무를 잘 수행했지만, 대기석에서 곧장 투수판으로 나갔다. 연습투구 몇 개로 등판준비를 끝냈다. 그러고도 제구력에 문제가 없었다. 내 목표는 타자들이 내 공을 맞춰서 투구수를 최대한 절약하는 것이었다. 이것 때문에 나는 매일매일 등판할 수 있었던 것이다."
영은 시즌 종료 후 벌목 등 농장 잡일에 전념했고 이로써 44세까지 투구에 필요한 체력을 유지할 수 있었다. 은퇴한 후에도 영의 팔은 싱싱했지만 그의 체중은 불어나 있었고 더 이상 투수로 뛰기는 힘들어졌다. 은퇴 4년 전의 기간 중 3년 동안 그는 리그에서 가장 나이가 많은 선수였다.
최초 사이영상 수상자 투표는 1956년에 있었고 그 영광은 브루클린 다저스의 돈 뉴컴에게 돌아갔다. 원래 사이영상은 양대 리그를 통합하여 한 명에게만 주는 것이었다. 1967년 사이영상은 각 리그 당 한 명씩 주는 것으로 바뀌었다.
사이 영은 보스턴에서 선수 생활을 한 기간 중 따낸 통산 승수에 있어, 이후 보스턴 레드삭스의 로저 클레멘스와 함께 192승으로 공동 1위이다.